# 古楼峪河
古楼峪河是中國北京市的一条河流，为白河的支流。
位于密云县云蒙山，流经古楼峪峡谷，在鹿皮关的大关桥下汇入白河，全长10公里。全程落差800余米，有黑龙潭等18个名潭。